# Sandie Westh
Sandie Westh (født i 1988 på Bornholm) er en dansk debattør og radiovært. 
Sandie Westh var radiovært på (nu lukkede) DR P7MIX, hvor hun var vært på morgenprogrammet Stå op med.
Hun er klummeskribent ved Politiken og Ekstra Bladet, og hun er meget aktiv på Twitter, hvor hun kommenterer politik og musik og kommer med personlige indspark vedrørende livet i Danmark.